# Fußball-Weltmeisterschaft 2014/Nigeria
Dieser Artikel behandelt die nigerianische Fußballnationalmannschaft bei der Fußball-Weltmeisterschaft 2014 in Brasilien. Nigeria nahm zum fünften Mal an der Endrunde teil und zum ersten Mal an einer WM-Endrunde in Südamerika. Zum dritten Mal wurde das Achtelfinale erreicht in dem gegen Frankreich mit 0:2 verloren wurde.

## Qualifikation
Nigeria qualifizierte sich über die CAF-Qualifikation. In der Gruppenphase der zweiten Runde traf die Mannschaft in Gruppe F auf Malawi, Kenia und Namibia. Alle Heimspiele wurden im U. J. Esuene Stadium in Calabar ausgetragen. Zwischen dem zweiten und dritten Gruppenspiel fand die Fußball-Afrikameisterschaft 2013 statt, die Nigeria gewinnen konnte. Durch drei Siege und drei Remis wurden die Playoff-Spiele der Gruppensieger erreicht, in denen sich Nigeria gegen Äthiopien mit zwei Siegen durchsetzen und sich als erste afrikanische Mannschaft qualifizieren konnte.
Tabelle
| Pl. | Team    | Sp. | S | U | N | Tore    | Diff. | Punkte |
| --- | ------- | --- | - | - | - | ------- | ----- | ------ |
| 1.  | Nigeria | 6   | 3 | 3 | 0 | 007:300 | +4    | 12     |
| 2.  | Malawi  | 6   | 1 | 4 | 1 | 004:500 | −1    | 07     |
| 3.  | Kenia   | 6   | 1 | 3 | 2 | 004:500 | −1    | 06     |
| 4.  | Namibia | 6   | 1 | 2 | 3 | 002:400 | −2    | 05     |

| 03.06.2012 | Calabar        | Nigeria | – | Namibia | 1:0 (0:0) | Uche (80.)                          |
| 09.06.2012 | Blantyre (MWI) | Malawi  | – | Nigeria | 1:1 (0:0) | Egwuekwe (89.)                      |
| 23.03.2013 | Calabar        | Nigeria | – | Kenia   | 1:1 (0:1) | Oduamadi (88.)                      |
| 05.06.2013 | Nairobi (KEN)  | Kenia   | – | Nigeria | 0:1 (0:0) | Musa (80.)                          |
| 12.06.2013 | Windhoek (NAM) | Namibia | – | Nigeria | 1:1 (0:0) | Oboabona (82.)                      |
| 07.09.2013 | Calabar        | Nigeria | – | Malawi  | 2:0 (1:0) | Emenike (45.+1), Moses (50./ Elfm.) |

### Playoff-Spiele der Gruppensieger
| Datum             | Ort               | Gegner    | Ergebnis | Tore für Nigeria                |
| ----------------- | ----------------- | --------- | -------- | ------------------------------- |
| 13. Oktober 2013  | Addis Abeba (ETH) | Äthiopien | 1:2      | Emenike (67., 90./Elfm.)        |
| 16. November 2013 | Calabar           | Äthiopien | 2:0      | Moses (20./Elfm.), Obinna (81.) |

Nigeria erzielte in der Gruppenphase mit 7 Toren zusammen mit Burkina Faso die wenigsten Tore aller Gruppensieger. In den ersten fünf Spielen wurde nur je ein Tor erzielt, erst im letzten gelangen zwei, davon eins durch Elfmeter. Und auch in den Playoffspielen erzielte man nur je zwei Tore und immer war ein Elfmeter dabei. Insgesamt wurden in den acht Spielen 33 Spieler eingesetzt, von denen auch 20 im Kader der Afrikameisterschaft 2013 standen. Einzige Spieler, die immer eingesetzt wurden, waren Kapitän und Torwart Vincent Enyeama, Ahmed Musa und Godfrey Oboabona, diese waren auch neben Victor Moses die einzigen die nach dem zweiten Spiel in der Mannschaft blieben als zum dritten Spiel ansonsten alle anderen Spieler ausgetauscht wurden. Bester Torschütze war Emmanuel Emenike mit drei Toren, davon ein Elfmeter in der letzten Spielminute des ersten Playoff-Spiels zum 2:1-Siegtreffer.

## Aufgebot
Nachfolgend ist das WM-Aufgebot der nigerianischen Auswahl aufgeführt. Die 23 Spieler spielten bei 23 verschiedenen Vereinen, davon vier in Nigeria. Fünf Spieler nahmen schon an der letzten WM in Südafrika teil, zwei davon (Joseph Yobo und Vincent Enyeama) sogar zwölf Jahre zuvor in Japan und Südkorea. Elderson Echiéjilé, der ebenfalls schon 2010 mitgewirkt hatte, wurde vier Tage vor Turnierbeginn aufgrund einer in einem Testspiel erlittenen Verletzung gestrichen und durch Ejike Uzoenyi ersetzt.
Durch seine vier Einsätze wurde Joseph Yobo neuer nigerianischer WM-Rekordspieler. Er überbot den Rekord von Jay Jay Okocha, der 1994, 1998 und 2002 auf insgesamt 9 Einsätze kam. Im Gruppenspiel gegen Argentinien machte er als erster Nigerianer sein 100. Länderspiel. Nach dem verlorenen Achtelfinale erklärte er seinen Rücktritt.
| Nr. | Spieler           | Verein                | Länderspiel- einsätze * | Länderspiel- tore * | Geburtsdatum      | Spiele | Tore | Gelbe Karten | Gelb-Rote Karten | Rote Karten | WM-Teilnahmen | WM-Spiele (vor 2014) | WM-Tore (vor 2014) |
| --- | ----------------- | --------------------- | ----------------------- | ------------------- | ----------------- | ------ | ---- | ------------ | ---------------- | ----------- | ------------- | -------------------- | ------------------ |
| Torhüter |                   |                       |                         |                     |                   |        |      |              |                  |             |               |                      |                    |
| 21 | Chigozie Agbim    | Gombe United          | 14                      | 0                   | 28. Nov. 1984     | 0      | 0    | 0            | 0                | 0           |               |                      |                    |
| 16 | Austin Ejide      | Hapoel Be'er Sheva    | 31                      | 0                   | 8. Apr. 1984      | 0      | 0    | 0            | 0                | 0           | 2010          | 0                    | 0                  |
| 01 | Vincent Enyeama   | OSC Lille             | 91                      | 0                   | 28. Aug. 1982     | 4      | 0    | 0            | 0                | 0           | 2002, 2010    | 4                    | 0                  |
| Abwehr |                   |                       |                         |                     |                   |        |      |              |                  |             |               |                      |                    |
| 05 | Efe Ambrose       | Celtic GlasgowM       | 37                      | 1                   | 18. Okt. 1988     | 4      | 0    | 0            | 0                | 0           |               |                      |                    |
| 06 | Azubuike Egwuekwe | Warri Wolves          | 31                      | 0                   | 16. Juli 1989     | 0      | 0    | 0            | 0                | 0           |               |                      |                    |
| 14 | Godfrey Oboabona  | Çaykur Rizespor       | 35                      | 1                   | 16. Sep. 1990     | 1      | 0    | 0            | 0                | 0           |               |                      |                    |
| 12 | Kunle Odunlami    | Sunshine Stars FC     | 11                      | 0                   | 30. Apr. 1991     | 0      | 0    | 0            | 0                | 0           |               |                      |                    |
| 22 | Kenneth Omeruo    | FC Middlesbrough*     | 17                      | 0                   | 17. Okt. 1993     | 4      | 0    | 1            | 0                | 0           |               |                      |                    |
| 13 | Juwon Oshaniwa    | MS Aschdod            | 10                      | 0                   | 14. Sep. 1990     | 4      | 0    | 1            | 0                | 0           |               |                      |                    |
| 02 | Joseph Yobo       | Norwich CityA         | 97                      | 7                   | 6. Sep. 1980      | 4      | 0    | 0            | 0                | 0           | 2002, 2010    | 6                    | 0                  |
| Mittelfeld |                   |                       |                         |                     |                   |        |      |              |                  |             |               |                      |                    |
| 15 | Ramon Azeez       | UD Almería            | 2                       | 0                   | 12. Dez. 1992     | 1      | 0    | 0            | 0                | 0           |               |                      |                    |
| 04 | Reuben Gabriel    | Waasland-Beveren      | 11                      | 0                   | 25. Sep. 1990     | 1      | 0    | 0            | 0                | 0           |               |                      |                    |
| 10 | John Obi Mikel    | FC Chelsea            | 59                      | 4                   | 22. Apr. 1987     | 4      | 0    | 0            | 0                | 0           |               |                      |                    |
| 07 | Ahmed Musa        | PFK ZSKA MoskauM      | 37                      | 5                   | 14. Okt. 1992     | 4      | 2    | 0            | 0                | 0           |               |                      |                    |
| 17 | Ogenyi Onazi      | Lazio Rom             | 21                      | 1                   | 25. Dez. 1992     | 4      | 0    | 0            | 0                | 0           |               |                      |                    |
| 03 | Ejike Uzoenyi     | Enugu Rangers         | 19                      | 3                   | 23. März 1988     | 1      | 0    | 0            | 0                | 0           |               |                      |                    |
| Angriff |                   |                       |                         |                     |                   |        |      |              |                  |             |               |                      |                    |
| 23 | Shola Ameobi      | Newcastle United      | 7                       | 2                   | 12. Okt. 1981     | 2      | 0    | 0            | 0                | 0           |               |                      |                    |
| 18 | Michel Babatunde  | Wolyn Luzk            | 5                       | 0                   | 24. Dez. 1992     | 2      | 0    | 0            | 0                | 0           |               |                      |                    |
| 09 | Emmanuel Emenike  | Fenerbahçe Istanbul M | 23                      | 9                   | 10. Mai 1987      | 4      | 0    | 0            | 0                | 0           |               |                      |                    |
| 11 | Victor Moses      | FC Liverpool          | 22                      | 7                   | 12. Dez. 1990     | 2      | 0    | 0            | 0                | 0           |               |                      |                    |
| 19 | Uche Nwofor       | SC Heerenveen         | 6                       | 3                   | 17. Sep. 1991     | 2      | 0    | 0            | 0                | 0           |               |                      |                    |
| 08 | Peter Odemwingie  | Stoke City            | 61                      | 10                  | 15. Juli 1981     | 4      | 1    | 0            | 0                | 0           | 2010          | 2                    | 0                  |
| 20 | Michael Uchebo    | Cercle Brügge         | 4                       | 1                   | 2. Feb. 1990      | 1      | 0    | 0            | 0                | 0           |               |                      |                    |
| Trainerstab |                   |                       |                         |                     |                   |        |      |              |                  |             |               |                      |                    |
| | Stephen Keshi     | Trainer               | 64                      | 9                   | 23. Januar 1962   | 4      |      |              |                  |             | 1994          | 1                    | 0                  |
| | Daniel Amokachi   | Trainerassistent      | 44                      | 13                  | 30. Dezember 1972 |        |      |              |                  |             | 1994, 1998    | 5                    | 2                  |
| | Ike Shorunmu      | Torwarttrainer        | 35                      | 0                   | 16. Oktober 1967  |        |      |              |                  |             | 2002          | 2                    | 0                  |
| (*) angegeben sind nur die Spiele und Tore, die vor Beginn der Weltmeisterschaft absolviert bzw. erzielt wurden. 1. 2. |                   |                       |                         |                     |                   |        |      |              |                  |             |               |                      |                    |

## Vorbereitung
Am 4. Januar gewann Nigeria ein Testspiel gegen Äthiopien mit 2:1 und traf zudem im Januar in der Vorrunde bei der Afrikanischen Nationenmeisterschaft, bei der aber nur Spieler spielberechtigt waren, die in den nationalen Meisterschaften ihrer Heimatländer spielen, auf Mali (1:2 am 11. Januar), Mosambik (4:2 am 15. Januar) und Südafrika (3:1 am 19. Januar), gewann das Viertelfinale am 25. Januar gegen Marokko mit 4:3 n. V., verlor dann aber im Halbfinale am 29. Januar gegen Ghana im Elfmeterschießen mit 1:4, so dass die Mannschaft am 1. Februar im Spiel um Platz 3 auf Simbabwe traf und mit 1:0 gewann.
Am 5. März fand in Atlanta ein Testspiel gegen Mexiko statt, bei dem die meisten Spieler aus dem Qualifikationskader eingesetzt wurden. Das Spiel endete 0:0. Am 25. Mai bezog die Mannschaft ein Trainingslager in Houston. Vom 27. Mai bis 10. Juni nahm Nigeria an einem von der MLS organisierten Turnier in den USA teil, an dem außerdem die WM-Teilnehmer Bosnien und Herzegowina, Weltmeister Spanien, Griechenland (am 3. Juni in Chester: 0:0), die Elfenbeinküste und Honduras sowie Bolivien und El Salvador teilnahmen. Dabei kam es am 7. Juni in Jacksonville zu einem Spiel gegen die USA, das mit 1:2 verloren wurde (Torschütze für Nigeria: Victor Moses (86./Elfmeter). Zudem spielte Nigeria gegen die schottische Nationalmannschaft am 28. Mai in London. Das Spiel endete 2:2, die Tore für Nigeria erzielten Michael Uchebo (41.) und Uche Nwofor (90.).

## Endrunde

### Gruppenphase
Bei der am 6. Dezember 2013 vorgenommenen Auslosung der Endrunde wurde Afrikameister Nigeria in die Gruppe F mit Argentinien, WM-Neuling Bosnien und Herzegowina und dem Iran gelost. Argentinien war schon dreimal Gegner in der WM-Vorrunde: 1994, 2002 und 2010 – alle drei Spiele wurden verloren (zuerst mit 1:2, dann zweimal mit 0:1). Zudem gab es eine Begegnung beim König-Fahd-Pokal 1995, die torlos endete. Bei einem am 1. Juni 2011 mit 4:1 in Abuja gegen Argentinien verlorenen Spiel setzte Argentinien nur zwei Spieler des Kaders für die einen Monat später beginnende Copa América 2011 ein. Nach dem Spiel wurde gemeldet, dass es für das Spiel ungewöhnlich hohe Wetteinsätze gab und die FIFA das Spiel untersuchen würde. Das Spiel wird aber nach wie vor von der FIFA gelistet. Der Iran war vor der WM nur einmal der Gegner am 28. Januar 1998 in Hongkong. Das Spiel wurde mit 1:0 gewonnen. Gegen Bosnien und Herzegowina wurde bis zur WM noch nicht gespielt. Nigeria hat zwar am FIFA-Konföderationen-Pokal 2013 in Brasilien teilgenommen, da aber in anderen Orten gespielt und vor der WM in keinem der drei Spielorte gespielt.
Mannschaftsquartier war das Vitória Hotel Concept Campinas in Campinas.
| Rang | Land                    | Tore | Punkte |
| ---- | ----------------------- | ---- | ------ |
| 1    | Argentinien             | 6:3  | 9      |
| 2    | Nigeria                 | 3:3  | 4      |
| 3    | Bosnien und Herzegowina | 4:4  | 3      |
| 4    | Iran                    | 1:4  | 1      |

- Mo., 16. Juni 2014, 16:00 Uhr (21:00 Uhr MESZ) in Curitiba
 Iran –  Nigeria 0:0
- Sa., 21. Juni 2014, 18:00 Uhr (24:00 Uhr MESZ) in Cuiabá
 Nigeria –  Bosnien und Herzegowina 1:0 (1:0)
- Mi., 25. Juni 2014, 13:00 Uhr (18:00 Uhr MESZ) in Porto Alegre
 Nigeria –  Argentinien 2:3 (1:2)

### K.-o.-Runde
- Achtelfinale: Mo., 30. Juni 2014, 13:00 Uhr (18:00 Uhr MESZ) in Brasília  Frankreich –  Nigeria  2:0 (0:0)

Für Nigeria war es das dritte Achtelfinale und das erste Pflichtspiel gegen Frankreich. Zuvor gab es nur ein Freundschaftsspiel, das am 2. Juni 2009 in Saint-Étienne mit 1:0 gewonnen wurde.
Nach der Niederlage erklärte Trainer Stephen Keshi seinen Rücktritt.

## Sportliche Auswirkungen
In der FIFA-Weltrangliste konnte sich Nigeria als einzige afrikanische Mannschaft deutlich verbessern und kletterte 10 Plätze von Platz 44 auf Platz 34.